# Wee Karou
Wee Karou is een bestuurslaag in het regentschap West-Soemba van de provincie Oost-Nusa Tenggara, Indonesië. Wee Karou telt 6377 inwoners (volkstelling 2010).